# جواهر (مسلسل تركي)
جواهر (بالتركية:Ezo) هو مسلسل تلفزيوني درامي اجتماعي تركي مدبلج إلى اللغة العربية باللهجة السورية.

## القصة
«جواهر» فتاة يتيمة الأبوين تتربى عند أقربائها، وتعيش حياة أقرب إلى حياة الخادمة. هذه الحياة تجعل منها فتاة مشاكسة، وقوية، ولديها ذكاء فطري، حيث تكون الفتاة الجميلة محط أنظار شباب القرية. لكن أوسم شبابها عمر هو من يحظى بقلبها. ويذهب إلى الجندية، وهي تنتظر عودته لكي يعقدا قرانهما ويحكم القرية رجل غنيا وقويا مالك اغا.
تتعرض جواهر للكثير من المضايقات حتى بعد زواجها بعمر، حيث يضع بلال آغا أغنى أغنياء القرية والمتزوج من اثنتين عينه على جواهر ويحاول أن يحظى بها.. ويتعرض عمر زوج جواهر لحادث خطير من خلال كمين مسلح استهدف الشاحنة التي يعمل عليها شمال العراق، حيث يتسبب الحادث بأن يفقد عمر ذاكرته ويظن سكان القرية أنه قد مات.. وحينها تبدأ رحلة المعاناة مع جواهر التي تصل بها قلة الحيلة إلى التفكير بالانتحار.فيرجع عمر إلى اهله فاقد الذاكرة فيتجوز الثانية فتتفاجئ جواهر بعمر وهو حي متجوزا زوجة ثانية فتتجوز اخاه (عيد) رتبا لعادات الأتراك نفاذا من الفضيحة فيذهب عمر إلى المدينة لشراء بيت كبير.
فبالصدفة كانت جواهر تعمل بلقرب من عمر فتتفاجئ جواهر بهذا الأمر فتذهب جواهر في تهديد عمر، حَسِبت ان عمر سكن بلقرب منها. فتجد جواهر اقاربها في المدينة فتعيش عندهم. فراح عمر يحب مريم اخت بلال آغا، حينها تهرب مريم من القرية إلى المدينة فهرب معها عيد فيتزوجان فياتي بلال اغا فيقتل عيد حينها بلال اغا يأخذ مريم فيأتي لخطبتها رجب ابن مالك اغا حاكم القرية ويوافقم بلال اغا فتجوز به.
فترجع جواهر إلى عمر فأيتي بمال الذي انجاه من شمال العراق فيذهبون إلى 'إسطنبول
بعدها يلعب عمر القمار مع ناس أقوى منه ثم لا يستطيع الدفع لهم فياتي مالك اغا ويدفع له ديونه شرط ان يترك جواهر وذهب فقبل بهذا، وترك جواهر وحيدة في إسطنبول وهذا ما جعلها تقسم انها لن تسامحه بعد الآن.
ثم تبدا بالبحت عن منزل للإجار وفي طريقها تلتقي بامراة طيبة وليس هناك مثلها تبحت على مستاجر فتستاجر عندها وأصبح سمان الحارة يحبونها كثيرا وعندما كانت تبحث عن عمل عرضوا عليها ان تشتغل بالفندق في المطبخ فقبلت لانه ليس هناك احسن.وتتعرف على نعيم صاحب الفندق ويحبان بعضها ويتزوجان وتكون حامل بتوأم ويموت الطفلان ويتعرض نعيم لحادث خطير ويموت .

## الممثلين
- نورغول يشيلتشاي في دور جواهر
- أركان سيفير في دور عمر
- سرحات توتوملور في دور نعيم (في الجزء الثاني)
- احمد ممتاز تايلان في دور مالك اغا
- عرض المسلسل التركي الجديد «جواهر» من السبت إلى الثلاثاء، والخميس الساعة 22:30 بتوقيت الإمارات

بالإضافة إلى حلقتين متتاليتين مساء الجمعة الساعة 21:00 بتوقيت الإمارات
ويعاد من الأحد إلى الأربعاء، والجمعة، الساعة 9 صباحا بتوقيت الإمارات